# CD31
Phân tử gắn kết tế bào nội mô tiểu cầu (PECAM-1-Platelet endothelial cell adhesion molecule) hay còn được gọi là cụm biệt hóa 31 (CD31) là một protein mà ở người thì được mã hóa bởi gen PECAM1 tìm thấy trên nhiễm sắc thể số 17. PECAM-1 đóng một vai trò quan trọng trong việc loại bỏ những bạch cầu trung tính đã già khỏi cơ thể.

## Chức năng
PECAM-1 được tìm thấy trên bề mặt tiểu cầu, bạch cầu đơn nhân, bạch cầu trung tính và một số loại tế bào T, và tạo nên một phần lớn các mối nối tế bào ở tế bào nội mô. Protein được mã hóa này là một thành viên của siêu họ globulin miễn dịch và có khả năng tham gia vào quá trình di chuyển của bạch cầu, tạo mạch máu và kích hoạt integrin.

## Phân bố tại các mô
CD31 thường được tìm thấy trên các tế bào nội mô, tiểu cầu, đại thực bào và tế bào Kupffer, bạch cầu hạt, tế bào lympho (tế bào T, tế bào B, và tế bào NK), tế bào nhân khổng lồ (megakaryocyte) và tế bào hủy xương.
CD31 cũng được biểu hiện ở một số khối u, bao gồm u nội mô mạch máu (hemangioendothelioma), u nội mô mạch máu giống sarcome (sa-côm), các loại u mạch máu khác, khối u ác tính mô bào và tương bào. Nó hiếm khi được tìm thấy trong một số sarcoma, chẳng hạn như sarcoma Kaposi, và ung thư biểu mô.

### Dấu chuẩn immunohistochemistry

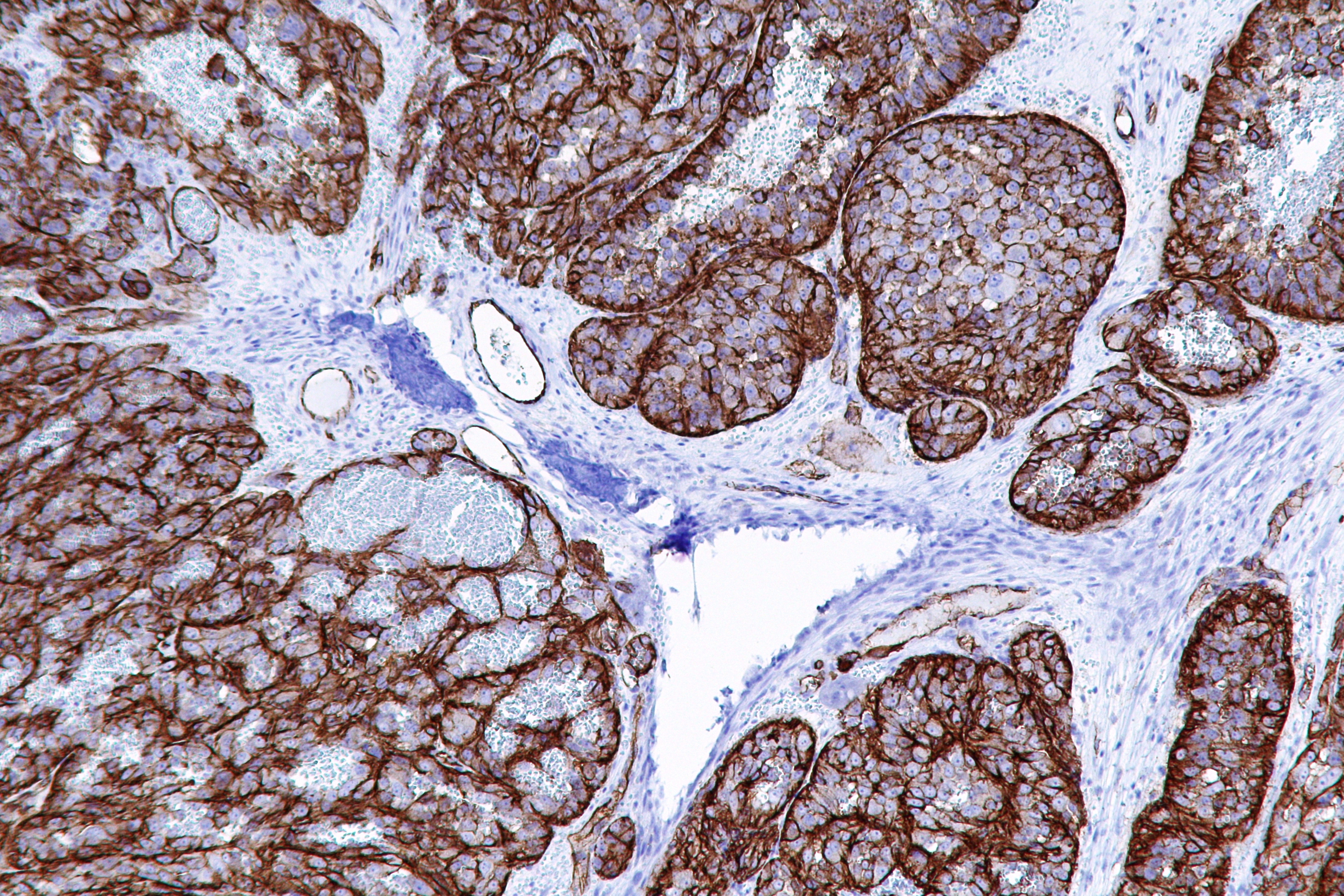
Ảnh hiển vi của một u sarcome mạch máu nhuộm với thuốc nhuộm miễn dịch CD31 (màu nâu sẫm).

Trong phương pháp immunohistochemistry, CD31 được sử dụng chủ yếu để xác định sự hiện diện của các tế bào nội mô trong một phần mô. Điều này có thể giúp đánh giá khả năng có thể tạo mạch máu với khối u, khối u tiềm tàng này có thể phát triển rất nhanh chóng. Tế bào nội mô ác tính cũng thường giữ lại kháng nguyên, do đó CD31 trong immunohistochemistry cũng có thể được sử dụng để xác định cho cả u mạch máu và u sarcoma mạch máu.
CD31 cũng có thể được xác định cho ung thư bạch cầu lympho nhỏ và ung thư nguyên bào lympho, mặc dù các dấu chuẩn đặc hiệu hơn có sẵn cho các trường hợp này.